# 式敷駅
式敷駅（しきじきえき）は、広島県安芸高田市高宮町佐々部七谷にあった、西日本旅客鉄道（JR西日本）三江線の駅（廃駅）である。
三江線の三次側の区間が、三江南線として開業した当初の終着駅であった。三江線の廃止に伴い、2018年（平成30年）4月1日に廃駅となった。

## 歴史
- 1955年（昭和30年）3月31日：日本国有鉄道（国鉄）三江南線（当時）の開業当初の終着駅として設置[1]。旅客のみを取り扱う駅員無配置駅[2]。
- 1963年（昭和38年）6月30日：三江南線が当駅から口羽駅まで延伸し、途中駅となる[1]。
- 1975年（昭和50年）8月31日：当駅を含む江津駅 - 三次駅間が全通したため三江南線が三江線の一部となり、当駅もその所属となる。
- 1987年（昭和62年）4月1日：国鉄分割民営化により、西日本旅客鉄道へ承継[1]。
- 2018年（平成30年）4月1日：三江線の全線廃止に伴い、廃駅となる。

## 駅構造
島式ホーム1面2線を持ち、列車交換設備を有した地上駅であった。浜田鉄道部が管理する無人駅で、ログハウス風の駅舎があった。ただし、自動券売機等の設備は無かった。ホームへの出入りは、三次方面の上り線側に設けられた構内踏切を経由するかたちとなっていた。
三江線の三次〜口羽間で唯一交換設備を持っている駅である。

### のりば
| のりば | 路線   | 方向 | 行先           |
| ------ | ------ | ---- | -------------- |
| 1      | 三江線 | 上り | 口羽・江津方面 |
| 2      | 三江線 | 下り | 三次方面       |

付記事項

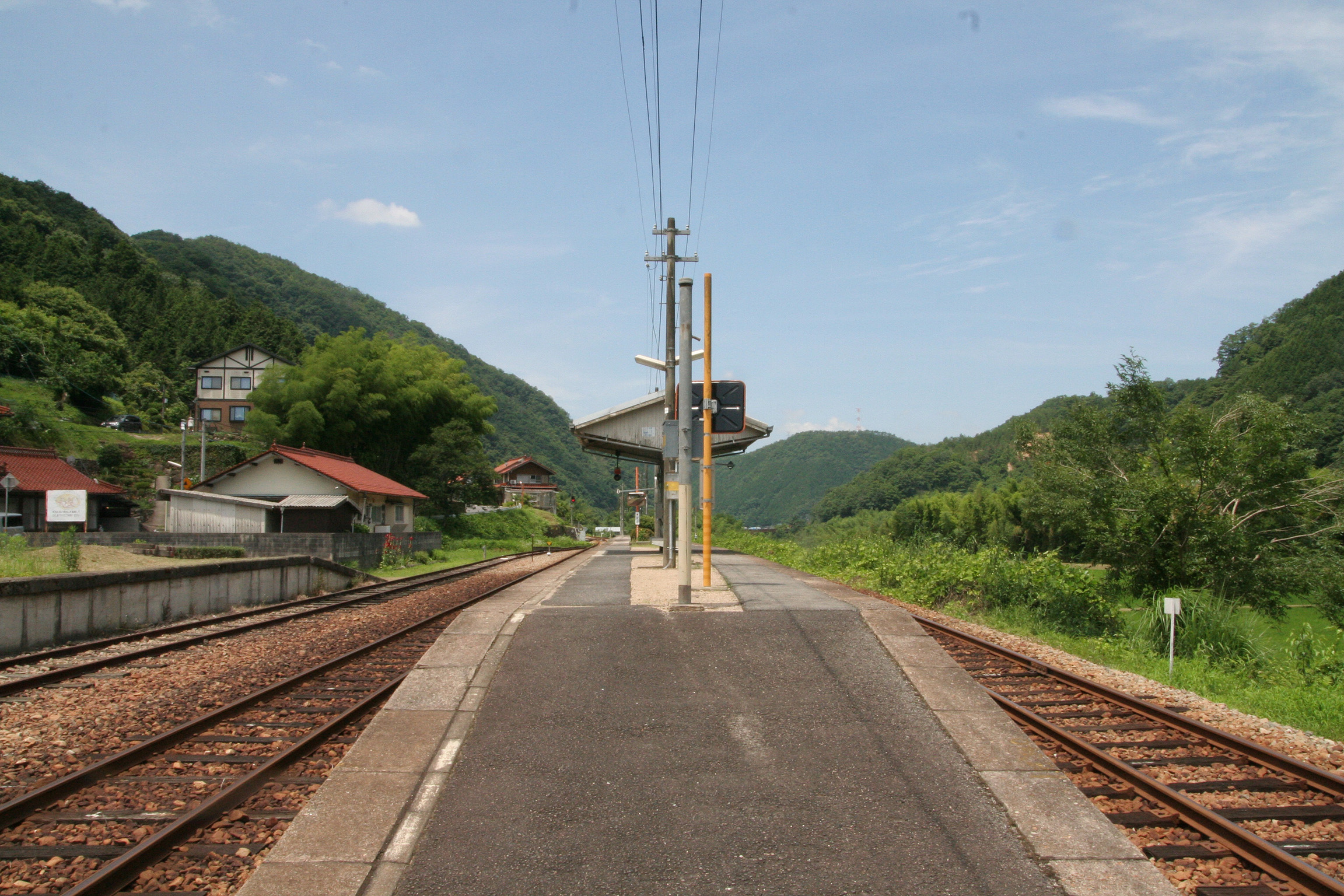
構内（2008年7月）

- 2017年3月時点で駅掲示時刻表にのりば番号が記載されている。駅舎側（上り）が1番のりばとなっており、列車運転指令上の番線番号（下りが1番線）とは逆転している。
- この他に側線一本と貨物ホームを有するが、当駅を含む三江線の浜原駅 - 三次駅間は開業から廃止まで旅客営業のみを行っていた。

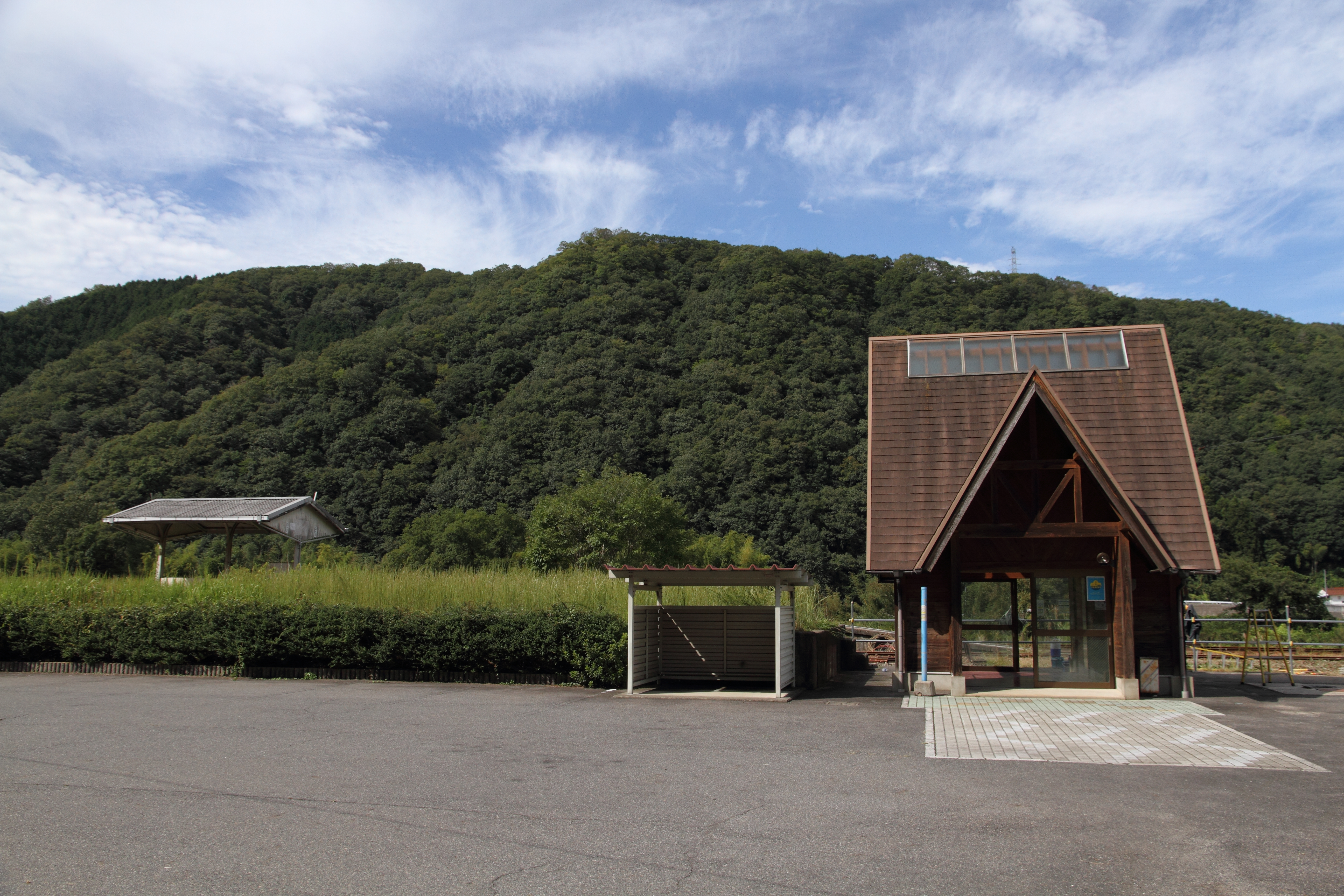
駅全景。駅舎は残存している（2019年9月）

## 利用状況
1日平均の乗車人員は以下の通り。
| 年度               | 1日平均 乗車人員 | 出典        |
| ------------------ | ---------------- | ----------- |
| 2002年（平成14年） | 12               | [ 3 ]       |
| 2003年（平成15年） |                  |             |
| 2004年（平成16年） |                  |             |
| 2005年（平成17年） | 12               | [ 4 ]       |
| 2006年（平成18年） | 15               | [ 4 ]       |
| 2007年（平成19年） | 12               | [ 4 ]       |
| 2008年（平成20年） |                  |             |
| 2009年（平成21年） |                  |             |
| 2010年（平成22年） | 9                | [ 5 ]       |
| 2011年（平成23年） | 11               | [ 5 ] [ 6 ] |
| 2012年（平成24年） | 12               | [ 5 ] [ 6 ] |
| 2013年（平成25年） | 15               | [ 5 ] [ 6 ] |
| 2014年（平成26年） | 8                | [ 5 ] [ 6 ] |
| 2015年（平成27年） | 6                | [ 5 ] [ 7 ] |
| 2016年（平成28年） | 6                | [ 6 ]       |
| 2017年（平成29年） | 4                | [ 6 ]       |

## 駅周辺

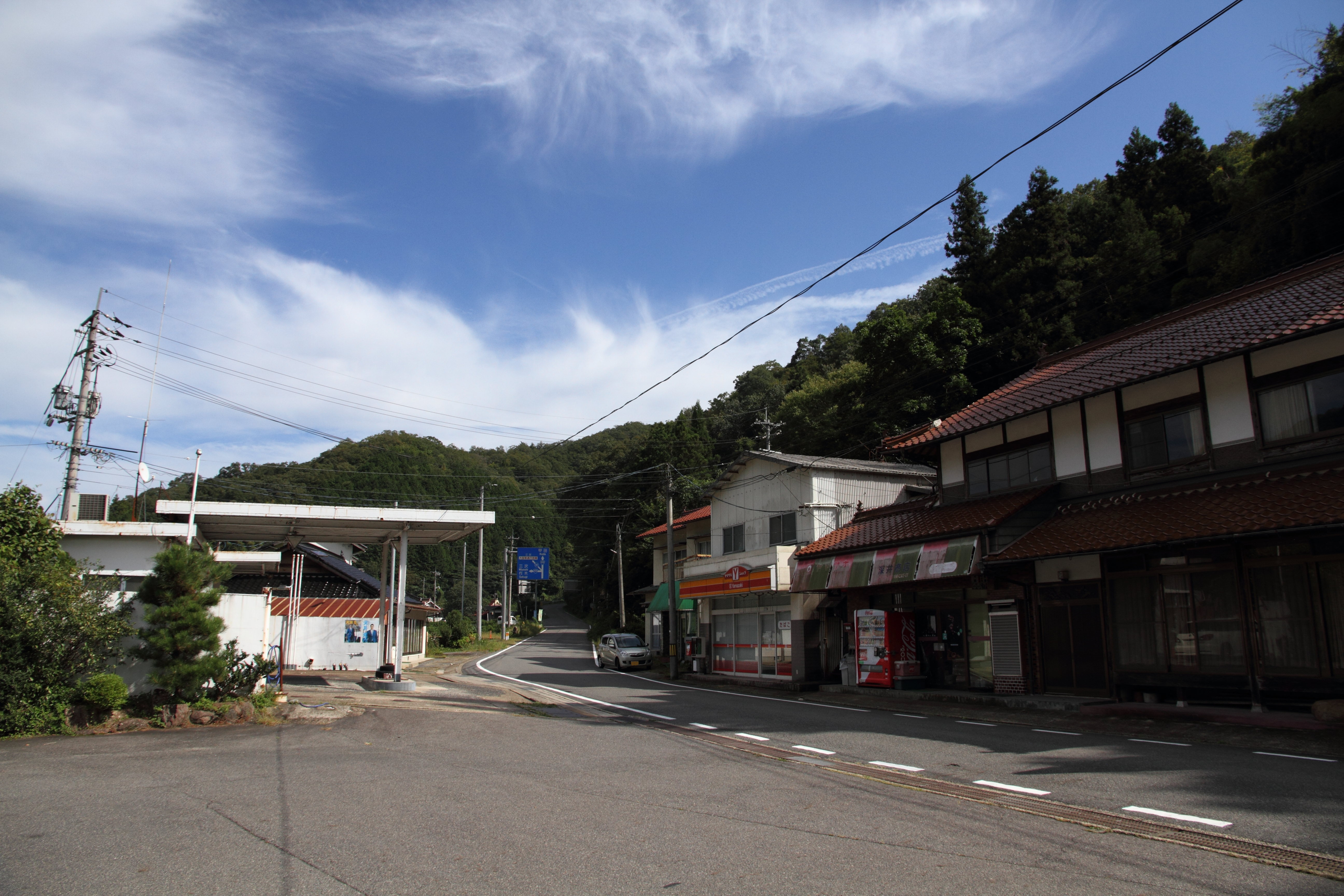
駅周辺（2019年9月）

- 後鳥羽院尊儀
- 毛利隆元の墓
- 国道375号
- 国道433号
- 広島県道4号甲田作木線
- 広島県道112号三次江津線
- 船佐・山内逆断層帯
- 江の川

## バス路線
安芸高田市コミュニティバス「お太助バス」の下記の路線が「式敷駅」に停車する。
- 式敷三次線[9]
- 式敷駅線（月曜・水曜運行。高宮支所行き）
- 式敷線（日曜は運休。吉田出張所行き）

## その他
- 三江線活性化協議会により、石見神楽の演目名にちなんだ「滝夜叉姫」の愛称が付けられていた[10]。

## 隣の駅
西日本旅客鉄道（JR西日本）
 三江線
香淀駅 - 式敷駅 - 信木駅